# Нэйбл, Мэтью
Мэтью Нэйбл (англ. Matthew Nable; род. 8 марта 1972 года) — австралийский актёр кино и телевидения, сценарист и бывший профессиональный игрок в регбилиг. После игры в премьер-лиге «Кубка Уинфилда» в течение 1990-х между клубами «Мэнли-Уорринга Си Иглз» и «Саут Сидней Рэббитоуз», он написал сценарий и снялся в фильме про регби «Последняя зима» в 2007 году. Нэйбл продолжил сниматься в кино и телесериалах.

## Биография
Нэйбл родился в Сиднее и вырос на Северных пляжах Сиднея, а также молодым мальчиком провёл 2 года в Портси, Виктории, когда его отец, солдат, был размещён там. Его отец также работал тренером команды «Национальной австралийской лиги регби», а его брат, Адам Нэйбл, стал профессиональным игроком.

### Спорт
Мэтт Нэйбл поднялся через младшие чины в клубе «Мэнли-Уорринга» и сделал пять появлений за Грэма Лоу и тренировал команду в 1991—1992 гг. После этого он больше не появлялся в премьер-лиге до 1995 года, когда он сыграл три игры для «Саут Сидней Рэббитоуз».
После очередного сезона в Англии, где он играл «Carlisle» до переезда в «London Broncos», Нэйбл бросил футбол в 23 года и потом пробовал свои силы в боксе, борьбе за государственный титул в полутяжёлом весе как любитель. Он также работал продавцом пива и профессиональным тренером, но вскоре решил оставить оплачиваемую работу, чтобы стать сценаристом.

### Работа сценариста и актёра
После поощрения своего наставника, лауреата «Букеровской премии» писателя Томаса Кеннили, Нэйбл написал сценарий к фильму «Последняя зима», основанном на его одноимённом неопубликованном романе. С его друзьями он также сумел получить 1.6 миллионов долларов и они работали вместе над созданием фильма, который был выпущен в 2007 году, и заработал похвалу от критиков, но провалился в кассовом прокате.
Нэйбл продолжал играть в Соединённых Штатах, в роли детектива Лос-Анджелеса в телефильме «S.I.S.».
В 2009 году его книга «Мы здесь больше не живём» была опубликована, в 2011 году он опубликовал свою вторую книгу, «Лица в облаках».
Позже Нэйбл сотрудничал с Мэттью Джонсом на телевидении. Он работал сценаристом в новой комедийной программе про регбилиг на канале «Channel 7», «Шоу Мэтти Джонса».
Нэйбл появился в главном составе, награждённых критиками, телесериалов «SBS», «East Wes 101», и в боевике 2011 года «Профессионал», наряду с Клайвом Оуэном, Робертом Де Ниро, Ивонн Страховски, Джейсоном Стейтемом и Домиником Перселлом.
Нэйбл снялся в австралийском телесериале 2012 года «Байкеры: Братья по оружию». В этом же году было объявлено, что он будет членом актёрского состава другого австралийского телесериала, «Криминальная Австралия». Он также получил роль в фильме «33 открытки».
В фильме «Риддик», который вышел на экраны в сентябре 2013 года, Нэйбл сыграл роль наёмника Джонса.
4 сентября 2014 года актёр Стивен Амелл в своём твиттере сообщил, что Мэтту досталась роль Ра’с Аль Гула в третьем сезоне сериала «Стрела».
В 2017 году состоялась премьера фильма «1 %», в котором Мэтью выступил в качестве сценариста и исполнителя одной из ролей.

## Фильмография
| Фильмы и телесериалы | Фильмы и телесериалы      | Фильмы и телесериалы         | Фильмы и телесериалы           | Фильмы и телесериалы  |
| Год                  | Название                  | Оригинальное название        | Роль                           | Примечания            |
| -------------------- | ------------------------- | ---------------------------- | ------------------------------ | --------------------- |
| 2007                 | Последняя зима            | The Final Winter             | Граб Хендерсон                 | также сценарист       |
| 2008                 |                           | S.I.S.                       | Мелвилл Аткинсон               | телефильм             |
| 2011                 | Восток — Запад            | East West 101                | детектив Нил Трэвис            | 7 эпизодов            |
| 2011                 | 33 открытки               | 33 Postcards                 | Томми                          |                       |
| 2011                 | Профессионал              | Killer Elite                 | Пеннок                         |                       |
| 2012                 | Байкеры: Братья по оружию | Bikie Wars: Brothers in Arms | Джок Росс                      | 6 эпизодов            |
| 2012                 | Криминальная Австралия    | Underbelly                   | детектив-сержант Гари Джубелин | 5 эпизодов            |
| 2012                 |                           | K-11                         | Виллалобос                     |                       |
| 2013                 | 10 мгновений судьбы       | The Turning                  | Макс                           |                       |
| 2013                 | Риддик                    | Riddick                      | босс Джонс                     |                       |
| 2013                 | Жизненный опыт            | Around the Block             | Джек Вуд                       |                       |
| 2014                 | Молодая кровь             | Son of a Gun                 | Стерло                         |                       |
| 2014                 |                           | Fell                         | Томас                          |                       |
| 2014-2015            | Стрела                    | Arrow                        | Ра’с аль Гул                   | 10 эпизодов           |
| 2015                 | Галлиполи                 | Gallipoli                    | сержант Гарри Персеваль        | 7 эпизодов            |
| 2015                 | Винтер                    | Winter                       | Джейк Харрис                   | 6 эпизодов            |
| 2016                 | Легенды завтрашнего дня   | DC’s Legends of Tomorrow     | Ра’с аль Гул                   | эпизод: «Left Behind» |
| 2016                 | Барракуда                 | Barracuda                    | Фрэнк Торма                    | 4 эпизода             |
| 2016                 | Наемник Куорри            | Quarry                       | Тёрстон                        | 2 эпизода             |
| 2016                 |                           | Hyde and Seek                | Гарри Хайд                     | 8 эпизодов            |
| 2016                 | По соображениям совести   | Hacksaw Ridge                | подполковник Куни              |                       |
| 2016                 | Инкарнация                | Incarnate                    | Дэн Спэрроу                    |                       |
| 2017                 | Джаспер Джонс             | Jasper Jones                 | Серж                           |                       |
| 2017                 |                           | Blue Murder: Killer Cop      | Марк Стенден                   | 2 эпизода             |
| 2017                 | 1 %                       | 1 %                          |                                | также сценарист       |
| 2018                 |                           | In Cold Light                | инспектор                      |                       |
| 2020                 | Город тайн                | The Dry                      |                                |                       |
| 2022                 | Покерфейс                 | Poker Face                   | Билли                          |                       |